# Șovarna
Șovarna é uma comuna romena localizada no distrito de Mehedinţi, na região de Oltênia. A comuna possui uma área de 36.97 km² e sua população era de 1371 habitantes segundo o censo de 2007.